# طابعة تسامي الصبغة
طابعة تسامي الصبغة (بالإنجليزية: Dye-sublimation printer؛ الطابعة السبلميشن) هي طابعة حاسوبية تستخدم الحرارة لنقل الصبغة إلى مواد مثل البلاستيك، أو البطائق، أو الورق، أو القماش. استُعمل اسم التسامي في البداية بسبب اعتبار انتقال الصبغة من الحالة الصلبة إلى الحالة الغازية دون المرور بالحالة السائلة. تبين فيما بعد أن هذا الفهم للعملية غير صحيح، إذ يحدث بعض التسييل للصبغة. منذ ذلك الحين، صار الاسم الصحيح للعملية يُعرف بانتشار الصبغة، ورغم ذلك لم يُلغى الاسم الأصلي. تُصمَّم الكثير من الطابعات الاستهلاكية والتخصصية وتُستخدم في إنتاج المطبوعات الفوتوغرافية، وبطاقات الهوية، والملابس، وغير ذلك.
لا ينبغي الخلط بين هذه الطابعات وطابعات نقل الحرارة التي تعمل بتسامي الصبغة؛ إذ تستخدم أحبارًا خاصة لإنشاء عمليات نقل حراري مصممة لإجراء الطباعة على المنسوجات، وفيها تتسامى الصبغات بالفعل. يحدث ذلك في ظل درجات حرارة منخفضة ولكن في وجود ضغوط أعلى، وخاصة في عمليات الطباعة المتكاملة.
لطباعة بطاقات الهوية، يلزم وضع رموز النصوص والشفرات الشريطية، وتُطبع عن طريق لوحة سوداء إضافية توضع على الشريط (واي إم سي كيه أوه). يعمل هذا اللوح الإضافي عن طريق الطباعة بالنقل الحراري بدلًا من انتشار الصبغة: إذ تنتقل طبقة كاملة، بدلًا من بعض الصبغة الموجودة في الطبقة، من الشريط إلى الطبقة السفلية عند عناصر الصور التي يحددها الرأس الحراري. تسمى هذه العملية الكلية أحيانًا النقل الحراري لانتشار الصبغة (دي 2 تي 2).

## طريقة العمل
تضع أكثر طرق العمل شيوعًا لونًا واحدًا في كل مرة، إذ تُخزن الصبغة على شريط بوليستر يحتوي على كل لون في لوحة منفصلة. تكون كل لوحة ملونة بحجم الوسيط الذي تطبع عليه؛ فعلى سبيل المثال، تحتوي طابعة تسامي الصبغة (6 بوصة × 4 بوصة) على أربعة ألواح مقاس (6 بوصة × 4 بوصة).
خلال دورة الطباعة، تنقل بكرات الطابعة الوسيط وواحدة من الألواح الملونة معًا تحت رأس آلة الطباعة الحراري، والذي يتساوى عرضه عادة مع البعد الأقصر لوسيط الطباعة. تغيّر عناصر التسخين الضئيلة الموجودة في رأس آلة الطباعة درجة حرارتها بسرعة، وتضع كميات مختلفة من الصبغة تبعًا لكمية الحرارة المستخدمة. ينتشر جزء من الصبغة في وسيط الطباعة.
بعد أن تنتهي الطابعة من طباعة الوسيط بلون واحد، تقوم الطابعة بتدوير الشريط إلى لوحة اللون التالية وتخرج الوسيط جزئيًا من الطابعة استعدادًا للدورة التالية. تتكرر العملية كلها أربع أو خمس مرات في المجموع: تضع أول ثلاثة مرات الألوان على الوسيط لتكوين صورة كاملة؛ وقد تكون هناك أو قد لا تكون عندئذ عملية انتقال حراري أسود؛ في حين تضع المرة الأخيرة رقاقة على القمة. تحمي هذه الطبقة الصبغة من الأشعة فوق البنفسجية والرطوبة.